# Рождественский сельсовет (Казачинский район)
Рождественский сельсовет — сельское поселение в Казачинском районе Красноярского края.
Административный центр — село Рождественское.

## Население
| 2010 | 2012 | 2013 | 2014 | 2015 | 2016 | 2017 |
| ---- | ---- | ---- | ---- | ---- | ---- | ---- |
| 932  | ↘919 | ↘908 | ↘876 | ↘859 | ↘846 | ↘815 |

## Состав сельского поселения
В состав сельского поселения входят 4 населённых пункта:
| № | Населённый пункт | Тип населённого пункта       | Население |
| - | ---------------- | ---------------------------- | --------- |
| 1 | Березняки        | деревня                      | 51        |
| 2 | Водорезово       | деревня                      | 25        |
| 3 | Рождественское   | село, административный центр | 548       |
| 4 | Челноки          | деревня                      | 308       |

## Местное самоуправление
Рождественский сельский Совет депутатов
Дата избрания: 14.03.2010. Срок полномочий: 5 лет. Количество депутатов: 10
Глава муниципального образования
- Березовский Александр Юрьевич. Дата избрания: 14.03.2010. Срок полномочий: 5 лет